# Mariano José Sanz León
Mariano José Sanz León, (Arequipa, Perú, 21 de noviembre de 1810 - París, 1868) poeta y diplomático. Fue secretario de la Suprema Junta de Gobierno Provisorio (1844) y ministro de Relaciones Exteriores en dos oportunidades, durante el gobierno constitucional del general Ramón Castilla, entre 1848 y 1849. También fue ministro plenipotenciario en Ecuador (1852-1855).

## Biografía
Fue hijo de Mariano Sanz y Tomasa León. Se trasladó a Lima, donde estudió en el Convictorio de San Carlos. Se graduó de doctor en Jurisprudencia y se recibió de abogado.
Fue relator y agente fiscal en la Corte Superior de Cusco. Allí le sorprendió la revolución constitucionalista encabezada por los generales Domingo Nieto y Ramón Castilla, quienes formaron la Suprema Junta de Gobierno Provisorio, de la que fue secretario (1844).
Castilla, ya como presidente constitucional de la República, lo nombró oficial mayor del Ministerio de Relaciones Exteriores, el 29 de mayo de 1845. En tal posición, tuvo que asumir el mando de la Cancillería en dos oportunidades: de 21 de febrero a 28 de marzo de 1848, y de 4 de agosto a 25 de agosto de 1849.
Durante el gobierno del general José Rufino Echenique fue nombrado ministro plenipotenciario en Ecuador (1852-1855), donde realizó dos importantes gestiones ante el gobierno de dicho país:
- Protestó por el proyecto de ley presentado a la Cámara de Representantes de Quito que declaraba la libre navegación de los ríos que desaguan en la margen izquierda del río Amazonas después de atravesar territorio peruano: el Chinchipe, el Santiago, el Morona, el Pastaza, el Curaray, el Nancana, el Napo y el Putumayo, entre otros, pues sus cursos pertenecían al Perú por haber sido considerados así en la real cédula del 15 de julio de 1802. No obstante, el proyecto fue aprobado el 26 de noviembre de 1853. El canciller ecuatoriano Marcos Espinel arguyó que dicha cédula no había tenido fuerza legal, ni se había cumplido, por haber tenido un origen vicioso y por haberle faltado el pase del virrey de Nueva Granada. Está demás decir que estas tachas esgrimidas por Espinel contra la real cédula eran totalmente infundadas, tal como el gobierno peruano demostró oportunamente, basándose en documentación fidedigna.[1] El hallazgo del texto de la real cédula de 1802 en los archivos de Lima fue de suma ayuda para refutar las fantasiosas ambiciones del Ecuador, aunque el problema con esta república nacida en 1830 habría de perdurar por mucho tiempo más.
- Obstaculizó, de la mano con los representantes diplomáticos de Gran Bretaña y Francia, el perfeccionamiento de un tratado celebrado con Estados Unidos, por el cual se concedía a este país un protectorado sobre las islas Galápagos (noviembre de 1854).

Años después, Sanz se hallaba a la cabeza de la legación peruana en Londres (1862-1864), cuando perdió la visión. Falleció en París algunos años después.

## Obra poética
Sus poesías fueron póstumamente publicadas en el diario La Sociedad de Lima. Luego fueron reunidas en un volumen titulado Poesías, editado por Pedro García y Sanz en 1897. “Predomina en ellas la nota mística modulada por la melancolía”. Suele citarse especialmente un poema satírico titulado “La huaneida”, en alusión burlesca al boom guanero de su época.
| Predecesor: Matías León             | Ministro de Relaciones Exteriores del Perú 21 de febrero de 1848 a 28 de marzo de 1848 | Sucesor: Felipe Pardo y Aliaga      |
| Predecesor: Juan Crisóstomo Torrico | Ministro de Relaciones Exteriores del Perú 4 de agosto de 1849 a 25 de agosto de 1849  | Sucesor: Manuel Bartolomé Ferreyros |